# Geoff Keighley
Geoff Keighley (24 giugno 1979) è un giornalista canadese.
Creatore e conduttore de The Game Awards, ha lavorato a Spike TV come produttore esecutivo e conduttore di Spike Video Game Awards. È autore della serie di libri The Final Hours in cui racconta i retroscena dello sviluppo dei videogiochi, basata sulla rubrica Behind the Games realizzata per GameSpot.
Il giornalista compare nel videogioco Death Stranding.